# 萨乌尔·奥多涅斯
萨乌尔·奥多涅斯·加韦拉（西班牙語：Saúl Ordóñez Gavela，1994年4月10日—），西班牙男子田径运动员，2015年欧洲U23田径锦标赛男子800米银牌得主、2018年世界室内田径锦标赛男子800米铜牌得主。